# روي وايز (لاعب كرة قاعدة)
روي وايز (بالإنجليزية: Roy Wise)‏ هو لاعب كرة قاعدة أمريكي، ولد في 18 نوفمبر 1923 في سبرينغفيلد في الولايات المتحدة، وتوفي في 25 فبراير 2008 في إرفاين في الولايات المتحدة.

## وصلات خارجية
- روي وايز على موقع دوري كرة القاعدة الرئيسي (الإنجليزية)
- روي وايز على موقعبيزبول رفرنس.كوم (الدوري الرئيسي) (الإنجليزية)
- روي وايز على موقعبيزبول رفرنس.كوم (الدوري الثانوي) (الإنجليزية)